# Maxwell Atoms
Maxwell Atoms (né le  21 janvier 1974) est un animateur américain à la fois scénariste et doubleur. Maxwell est le célèbre créateur de Billy et Mandy, aventuriers de l'au-delà et de Vil Con Carne. Avant ses débuts dans les dessins animés, Maxwell était basé sur les films et romans, travaillant pour Warner Bros, il a aussi travaillé sur les aventures de Félix le Chat. Atoms a aussi travaillé aux studios Hanna-Barbera comme scénariste sur les projets de Cléo et Chico et Monsieur Belette. 
Dans la version originale, il a doublé la voix de Jeff l'araignée dans Billy et Mandy. Il a aussi fait les voix additionnelles dans les films de Billy et Mandy et a également été reconnu comme innovateur dans ses projets.
Atoms était, en particulier, inspiré par les dessins animés surréalistes et vieillots. Il s'est familiarisé avec Tom Warburton, créateur de Nom de code : Kids Next Door et de Chowder.

## Ses récompenses
1. Diplôme d'apprentissage, Film Roman (1996). Université des Arts.
2. Annie nomination (1998) - Dans l'art de la production individuelle animée. Cow & Chicken (Cléo & Chico) épisode: “The Karate Chick” (titre VO).
3. Top Dessins-animés (2001-2002). Guide TV.
4. Comic-Con (2005, 2006 et 2007).
5. 34th Annual Daytime Emmy Awards, Programme pour enfants, 2007 - Billy et Mandy, aventuriers de l'au-delà